# Emma Wretlind
Emma Kristina Wretlind, född 28 maj 1852 i Västerlövsta socken, död 29 augusti 1944, var en svensk pionjär inom nykterhetsrörelsen och filantrop. Hon var aktiv inom den kvinnliga nykterhetsrörelsen Vita Bandet vid tiden kring sekelskiftet 1900.

## Biografi
Emma Wretlind föddes i en välbemedlad prästfamilj i Uppland. Hennes far Carl Julius Lenström var litteraturhistoriker, teologie doktor och präst. Hennes mor Margareta Fältström kom från en prästfamilj. Emma Wretlind utbildades i hemmet men började vid 12 års ålder i en flickskola i Uppsala. När hon var 19 år fick hon tjänst som guvernant i en familj i Västergötland. Följande år blev hon erbjuden en lärarplats på Sigrid Rudebecks flickskola i Göteborg. Där arbetade hon till 1878 då hon ingick äktenskap med läkaren och nykterhetskämpen Erik Wilhelm Wretlind som då var änkeman. Han hade två barn från sitt första äktenskap. Paret fick ytterligare åtta barn tillsammans.
Under en period arbetade Erik Wilhelm Wretlind som brunnsläkare vid Djursätra brunn i Hjo. I samband med att han blev invald i riksdagen 1885 startade Emma Wretlind en syförening som samlade in pengar till Elsa Borgs barnhem i Stockholm. Hon ansvarade också för redaktionsarbetet för tidskrifterna Eira, Hälsovännen och Jordemodern som maken var redaktör och ansvarig utgivare för. När Erik Wilhelm Wretlind valdes för en ny period i riksdagen flyttade familjen till Stockholm.
I Stockholm blev Emma Wretlind medlem i den kvinnliga kristna nykterhetsorganisationen Vita Bandet och hon blev vald till dess ordförande under perioden 1902–1912. På uppmaning av sin make tog hon 1904 initiativ till att starta Vita Bandets tidskrift Hvita Bandet (från och med 1909 kallad Vita Bandet). Hon var tidskriftens redaktör fram till 1908 och hon skrev själv regelbundet artiklar i den samt en mängd propagandabroschyrer som "Huru verka de rusgivande dryckerna", vilken såldes i cirka 5 000 exemplar. Tidskriften fick under de första åren ekonomiskt stöd av Erik Wilhelm Wretlind.
Tillsammans med bland andra Emilie Rathou, Maria Sandström och Ina Rogberg reste Emma Wretlind till Vita Bandets världskongress i Genève 1903. Hon reste även runt i Sverige och höll offentliga föredrag och startade nya Vita Bandet-föreningar. Hon deltog i arbetet med att bygga upp Vita Bandets alkoholisthem för mindre bemedlade och alkoholmissbrukande kvinnor, Håkanstorp i Västra Vingåkers socken i Södermanland. Under åren 1913–1919 tog hemmet emot alkoholiserade kvinnor från landsting runt om i Sverige. Därefter gjordes hemmet om till ett så kallat "uppfostringshem" eller ungdomsvård för flickor i tretton- till femtonårsåldern. Fram till 1939 var Emma Wretlind ordförande för Håkanstorps planeringsstyrelse och dess verksamhetsstyrelse för alkoholistvården och sedan även för ungdomsvården.
Emma Wretlind var aktiv inom Vita Bandet fram till sin död 1944, då hon dog i en ålder av 92 år. Hon är begravd i Solna.